# Grachovka (Kaliningrado)
Grachovka (en ruso: Грачёвка), conocida de manera oficial hasta 1946 como Kraam (en alemán: Kraam, en lituano: Kramava) es una localidad rural situada en el oeste del distrito de Zelenogradsk en el óblast de Kaliningrado, Rusia.

## Geografía
Grachovka se encuentra a 33 kilómetros al noroeste de la ciudad de Kaliningrado y a cinco kilómetros al sur del balneario del Mar Báltico de Svetlogorsk.  

### Clima
El clima se caracteriza por ser de transición de marítimo a continental templado. La temperatura media anual del aire es de 7 °C. La temperatura media del aire del mes más frío (enero) es de -2,3 °C; el mes más cálido (julio) es de 17 °C. El período libre de heladas dura un promedio de 185-190 días. La cantidad anual de precipitación atmosférica es de 750-800 mm, de los cuales la mayor parte cae durante el período cálido.

## Historia
El pueblo, llamado Kraam hasta 1946, fue fundado en 1463. El nombre de un pueblo original, Krōmē, es de origen prusio. En 1874 nació el nuevo distrito administrativo de Sankt Lorenz (hoy Salskoye), que perteneció al distrito de Fischhausen hasta 1939 y al distrito de Sambia desde 1939 a 1945, en el distrito administrativo de Königsberg en la provincia prusiana de Prusia Oriental. 
El 11 de diciembre de 1893, la comunidad rural de Kraam se fusionó con los pueblos vecinos de Plautwhnen (hoy Rakitnoye) y Pokalkstein (hoy Bogatoye) para formar la nueva comunidad rural de Kraam. En 1910 la población ascendía a 287. El 30 de septiembre de 1928, la comunidad rural de Kraam se amplió con los distritos inmobiliarios de Klycken (en ruso Kljukwennoye) y Plinken (en ruso Lesenkovo), que se incorporaron. El número de habitantes ascendió a 481 en 1933 y ya era de 550 en 1939. Antes de 1945, la población de Kraam era casi exclusivamente de denominación protestante.
Como resultado de la Segunda Guerra Mundial, Kraam pasó a formar parte de la Unión Soviética con el resto del norte de Prusia Oriental en 1945. En 1947 el lugar recibió el nombre ruso de Grachovka y también fue asignado al raión de Primorsk. Desde 2015, el lugar pertenece al distrito urbano de Zelenogradsk.

## Demografía
En 1939 la localidad contaba con 550 residentes. En el pasado la mayoría de la población estaba compuesta por alemanes, pero tras el fin de la Segunda Guerra Mundial fueron expulsados a Alemania y se repobló con rusos.
| Gráfica de evolución de Grachovka entre 1910 y 2010 |
|                                                     |

## Infraestructura

### Arquitectura y monumentos
Desde 2021, bajo un trozo de yeso que se ha desprendido en un antiguo edificio escolar, se ve el fresco El sembrador, realizado después de la Primera Guerra Mundial en memoria de los muertos (el sembrador como símbolo bíblico de la victoria de la vida sobre la muerte).

### Transporte
A Grachovka se puede llegar por una carretera secundaria que la conecta Salskoye. La estación de tren más cercana está en Svetlogorsk en la línea ferroviaria Kaliningrado-Svetlogorsk (la antigua Samlandbahn entre Königsberg y Rauschen). 